# تامیل موراسو
تامیل موراسو (انگلیسی: Tamil Murasu) شرکت رسانه‌ای سنگاپوری است، که در سال ۱۹۳۵ تأسیس شد.